# Charlie Stukes
Charlie Stukes (Chesapeake, 13 settembre 1943) è un ex giocatore di football americano statunitense che ha militato nel ruolo di cornerback nella National Football League (NFL).

## Carriera
Gardin al college giocò a football alla University of Maryland Eastern Shore. Fu scelto dai Baltimore Colts nel corso del quarto giro (100º assoluto) del Draft NFL 1967. L'anno seguente raggiunse il Super Bowl III, perso a sorpresa contro i New York Jets. Nel 1970 tornò a giocare il Super Bowl V, questa volta vincendolo contro i Dallas Cowboys per 16-13. L'anno seguente mise a segno un primato personale di 8 intercetti. Nel 1973 passò ai Los Angeles Rams con cui fece registrare 12 intercetti nelle ultime due stagioni della carriera

## Palmarès

### Franchigia
- Campionati NFL : 1

Baltimore Colts: 1968
- Super Bowl : 1

Baltimore Colts: V
- American Football Conference Championship: 1

Baltimore Colts: 1970